# 6-氯-1-萘甲醛
6-氯-1-萘甲醛是一种有机化合物，化学式为C11H7ClO，它是氯萘甲醛的同分异构体之一。它可由6-氯-1-甲基萘的甲基溴化后转化为醛得到；或由6-氯-1-萘甲酰氯还原制得。